# 접합백신

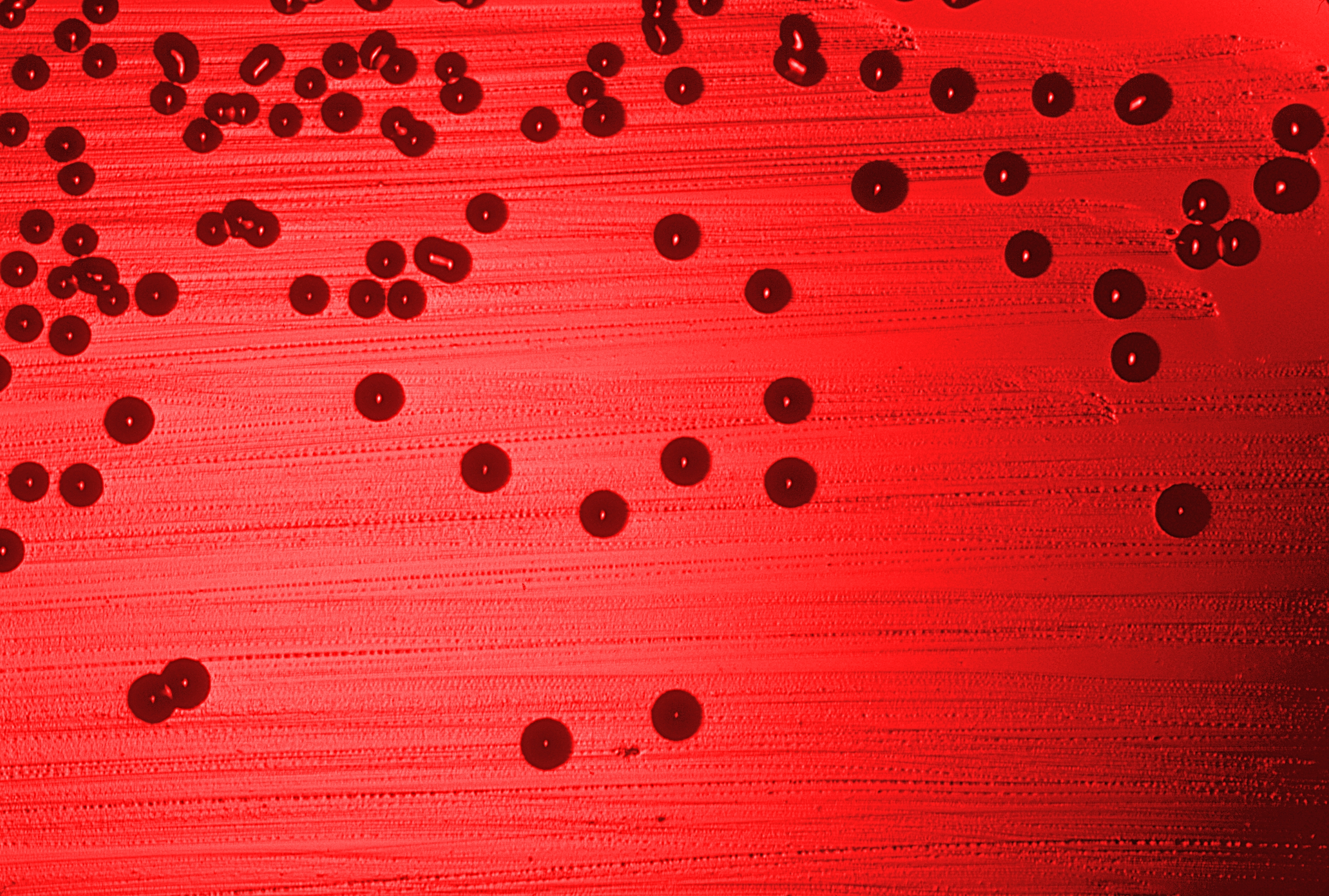
헤모필루스 인플루엔자 B형과 같이 세포벽이 다당류로 싸여 있는 세균의 경우 감염을 예방하는 가장 좋은 방법은 접합백신을 사용하는 것이다.

접합백신(conjugate vaccine)은 약한 항원을 운반체 용도의 강한 항원과 결합시켜 면역계가 약한 항원에 더 강하게 반응하도록 하는 소단위 백신의 일종이다.
백신은 면역계가 인식하는 세균이나 바이러스의 일부인 항원에 대한 면역 반응을 유발하여 질병을 예방하는 데 사용된다. 일반적으로 면역계가 나중에 똑같은 항원이 들어왔을 때 인식할 수 있도록 병원성 세균이나 바이러스를 약독화(attenuate)하거나 죽인 채로 백신의 항원으로 사용한다.
대부분의 백신에는 신체가 인식할 수 있는 단일 항원이 포함되어 있다. 그러나 일부 병원체의 항원에는 면역계가 강하게 반응하지 않으므로 이 약한 항원에 대한 백신 접종은 나중에 같은 항원이 들어와도 제대로 사람을 보호하지 못한다. 이 경우 접합백신은 약한 항원에 대한 면역계 반응을 강하게 유발하기 위해 사용된다. 접합 백신에서 약한 항원은 강한 항원에 공유 결합되어 약한 항원에 대해 더 강한 면역 반응을 유도한다. 약한 항원은 일반적으로 강한 단백질 항원에 부착된 다당류이다. 그러나 펩타이드/단백질이나 단백질/단백질 접합체도 개발되어 있다.

## 역사
접합백신에 대한 아이디어는 1927년 토끼를 대상으로 한 실험에서 처음 등장했다. 당시 실험에서는 다당류 항원과 단백질 운반체를 결합시켜 폐렴구균(Streptococcus pneumoniae)의 3형 다당류 항원에 대한 면역 반응을 증가시키는 결과를 냈다.
인간을 대상으로 한 최초의 접합백신은 1987년에 출시되었다. 이 백신은 뇌수막염을 예방하기 위한 B형 헤모필루스 인플루엔자(Hib) 접합체였다. 이 백신은 곧 미국의 유아 예방 접종 일정에 포함되었다. Hib 접합백신은 디프테리아 변성독소나 파상풍 변성독소와 같은 여러 다른 운반체 단백질 중 하나와 결합된다. 백신이 출시된 직후 Hib 감염률은 1987년에서 1991년 사이에 90.7% 감소했다. 유아에게 백신이 제공되자 감염률은 더욱 감소했다.

## 기술
백신은 항원에 대한 면역 반응을 유발하고 면역계는 T세포와 항체를 생성하는 방식으로 항원에 반응한다. 기억 B세포는 항원을 기억하므로 나중에 신체가 같은 항원을 만나면 B세포에서 항체를 생성하여 항원을 분해할 수 있다. 다당류로 싸여 있는 세균의 경우 면역 반응은 T세포 자극과 무관하게 B세포를 생성한다. 이런 경우 다당류를 단백질 운반체에 접합시켜 T세포 반응을 유도할 수 있다. 일반적으로 주조직 적합성 복합체(MHC)는 펩타이드에만 결합할 수 있기 때문에 다당류 자체는 항원제시세포(APC)의 MHC에 항원으로서 제시될 수 없다. 접합백신의 경우 다당류 표적 항원에 연결된 운반체 펩타이드가 MHC 분자에 제시될 수 있고 따라서 T세포가 활성화될 수 있다. 이 방식은 T세포의 더 활발한 면역 반응을 자극하고 면역학적 기억이 더 빠르게 형성되어 오래 지속되도록 하기 때문에 백신의 기능을 향상시킨다. 
다당류 항원에 대한 비접합백신은 소아에게 효과적이지 않기 때문에 운반체 단백질에 대한 다당류 표적 항원의 접합도 백신의 효율성을 증가시킨다. 소아의 미성숙한 면역계는 다당류가 항원을 덮은 채 면역계를 속이기 때문에 항원을 제대로 인식하지 못한다. 이런 세균성 다당류를 다른 항원과 결합시키면 소아의 면역계도 다당류에 반응할 수 있다.

## 승인된 접합백신

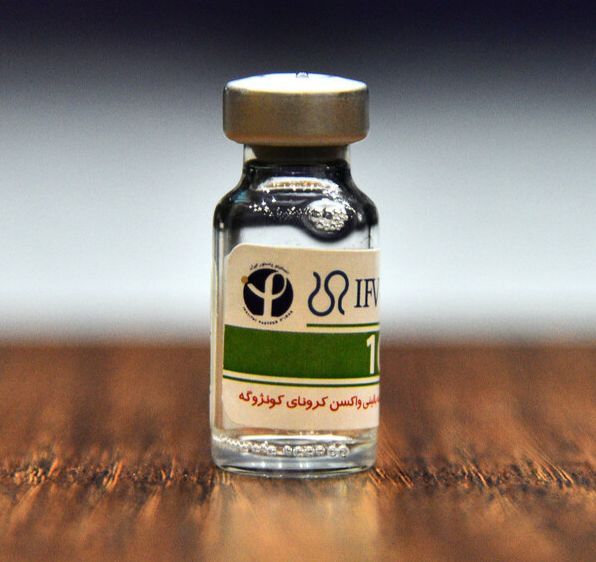
3상 임상 시험에 사용하기 위한 이란의 소베라나 02 백신 병

가장 일반적으로 사용되는 접합 백신은 Hib 접합 백신이다. 면역 반응을 증가시키기 위해 접합백신을 사용하는 다른 병원체에는 폐렴구균과 수막구균(Neisseria meningitidis)이 있으며, 둘 다 Hib 접합 백신에 사용되는 것과 같은 단백질 운반체에 접합된다. 폐렴구균과 수막구균은 감염될 시 수막염을 유발할 수 있다는 점에서 Hib와 비슷하다. 2018년 세계보건기구(WHO)는 장티푸스 접합백신의 사용을 권장했는데, 이 백신은 5세 미만의 많은 어린이에게 더 효과적일 수 있고 장티푸스를 예방할 수 있다. 2021년 쿠바에서 개발된 코로나19 백신인 소베라나 02도 접합백신이며, 쿠바와 이란에서 긴급사용승인을 받았다.

## 같이 보기
- 백신
- T세포
- B세포
- B형 헤모필루스 인플루엔자 백신
- 뇌수막염 백신
- 폐렴구균 백신
- 면역계

## 내용주
1. ↑  이것은 T세포와 B세포가 항원을 인식하는 T세포 수용체(TCR)와 B세포 수용체(BCR)의 차이 때문이다. B세포는 항원만 와서 붙어도 BCR이 이걸 인식하고 B세포가 활성화될 수 있지만, T세포는 항원과 MHC 분자가 결합된 복합체가 있어야만 TCR이 항원을 인식할 수 있기 때문에 MHC가 결합할 수 없는 다당류 항원에는 TCR이 결합하지 못하고, 따라서 T세포 역시 제대로 활성화되지 않는다.